# Merovac
Ne doit pas être confondu avec Mérovak.
Merovac (en serbe cyrillique : Меровац) est un village de Serbie situé dans la municipalité de Prokuplje, district de Toplica. Au recensement de 2011, il comptait 115 habitants.

## Démographie
| 1948 | 1953 | 1961 | 1971 | 1981 | 1991 | 2002 | 2011 |
| ---- | ---- | ---- | ---- | ---- | ---- | ---- | ---- |
| 805  | 807  | 676  | 429  | 311  | 252  | 174  | 115  |

|  |